# Trnová (Nyugat-prágai járás)
Trnová település Csehországban, Nyugat-prágai járásban. Trnová Vrané nad Vltavou, Klínec, Jíloviště és Měchenice településekkel határos. Lakosainak száma 607 fő (2024. január 1.).

## Népesség
A település lakosságának változását az alábbi diagram mutatja:
| Lakosok száma | 253  | 230  | 184  | 192  | 110  | 107  | 396  | 457  | 502  | 607  |
|               | 1869 | 1890 | 1921 | 1950 | 1980 | 2001 | 2017 | 2019 | 2022 | 2024 |